# Puente Viesgo
Puente Viesgo é um município da Espanha na comarca e mancomunidade dos Vales Pasiegos, província e comunidade autónoma da Cantábria. Tem 36,1 km² de área e em 2021 tinha 2 902 habitantes (densidade: 80,4 hab./km²).

## Demografia
| Variação demográfica do município entre 1991 e 2004 [carece de fontes?] | Variação demográfica do município entre 1991 e 2004 [carece de fontes?] | Variação demográfica do município entre 1991 e 2004 [carece de fontes?] | Variação demográfica do município entre 1991 e 2004 [carece de fontes?] |
| ----------------------------------------------------------------------- | ----------------------------------------------------------------------- | ----------------------------------------------------------------------- | ----------------------------------------------------------------------- |
| 1991                                                                    | 1996                                                                    | 2001                                                                    | 2004                                                                    |
| 2475                                                                    | 2308                                                                    | 2326                                                                    | 2506                                                                    |

## Património
- Grutas do Castelo - albergam um dos conjuntos de arte rupestre paleolítico mais significativos da Europa
- Caverna de Las Monedas
- Balneario de Puente Viesgo